# Lloyd Stearman
Lloyd Carlton Stearman (* 26. Oktober 1898 in Wellsford, Kansas; † 3. April 1975 in Northridge, Los Angeles, Kalifornien) war ein US-amerikanischer Pilot, Flugzeugkonstrukteur und Gründer der Stearman Aircraft Corporation.

## Leben
Stearman studierte 1917 und 1918 Ingenieurwissenschaften und Architektur am Kansas State College in Manhattan. 1918 brach er das Studium ab, um der United States Naval Reserve in San Diego in Kalifornien beizutreten. Dort lernte er, Curtis-N-9-Wasserflugzeuge zu fliegen.
Mitte der 1920er Jahre stellte Emil Matthew Laird, der Konstrukteur der Laird Swallow, Stearman als Mechaniker an, wodurch Stearman das erste Mal mit dem Bau von Flugzeugen in Kontakt kam. Am 4. Februar 1925 gründete Stearman zusammen mit Walter Beech und Clyde Cessna die Travel Air Manufacturing Company, die er am 27. September 1927 wieder verließ, um sein eigenes Unternehmen, die Stearman Aircraft Corporation zu gründen.
Mit diesem Unternehmen baute er die Stearman C2 und die Stearman C3 sowie andere Doppeldecker für den Post- und Frachttransport, Überwachungszwecke und Schulung. Nach dem Zweiten Weltkrieg wurde viele der Schulflugzeuge vom Typ PT-13 zu Agrarflugzeugen umgebaut. Im Jahr 1948 waren 4.345 Stearmanflugzeuge in der Agrarfliegerei im Einsatz.
Im Jahr 1929 wurden die Unternehmen Stearman Aircraft, Boeing Airplane Company, Boeing Aircraft of Canada, Varney Airlines, National Air Transport, Pacific Air Transport, Boeing Air Transport, Hamilton Standard Propeller, Sikorsky, Pratt & Whitney, Chance Vought, Northrop und United Airports of Connecticut zur United Aircraft and Transportation Corporation von William Boeing zusammengeführt. Stearman behielt seine Position als Geschäftsführer der Stearman Division, bis er 1931 kündigte. 1932 wurde er Geschäftsführer von Lockheed. In seiner Zeit bei dem Unternehmen wurden die Lockheed Modell 10 und Lockheed 12 entwickelt. Im Jahr 1936 gründete er zusammen mit Dean B. Hammond die Stearman-Hammond Aircraft Corporation, um die Stearman-Hammond Y-1 zu bauen.
Stearman starb am 3. April 1975 in seinem Haus in Northridge, Los Angeles an Krebs.

## Ehrungen
Im Gedenken an seine Leistungen für die Luftfahrtindustrie wurde Stearman im Juli 1989 in die National Aviation Hall of Fame in Dayton, Ohio aufgenommen.